# Italien i olympiska sommarspelen 2000
Italien deltog i de olympiska sommarspelen 2000 med en trupp bestående av 631 deltagare, 244 män och 117 kvinnor, och de tog totalt 34 medaljer.

## Medaljer

### Guld
- Antonella Bellutti - Cykling, poänglopp
- Paola Pezzo - Cykling, mountainbike
- Valentina Vezzali - Fäktning, florett, individuellt
- Diana Bianchedi, Annamaria Giacometti, Giovanna Trillini och Valentina Vezzali - Fäktning, florett, lag
- Angelo Mazzoni, Paolo Milanoli, Maurizio Randazzo och Alfredo Rota - Fäktning, värja, lag
- Giuseppe Maddaloni - Judo, lättvikt 73 kg
- Antonio Rossi och Beniamino Bonomi - Kanotsport, K-2 1000 meter
- Josefa Idem - Kanotsport, K-1 500 meter
- Agostino Abbagnale, Alessio Sartori, Rossano Galtarossa och Simone Raineri - Rodd, fyrsculler
- Alessandra Sensini - Segling, mistral
- Domenico Fioravanti - Simning, 100 m bröstsim
- Domenico Fioravanti - Simning, 200 m bröstsim
- Massimiliano Rosolino - Simning, 200 m individuell medley

### Silver
- Matteo Bisiani, Ilario Di Buò och Michele Frangilli - Bågskytte, lag
- Nicola Vizzoni - Friidrott, släggkastning
- Fiona May - Friidrott, längdhopp
- Elia Luini och Leonardo Pettinari - Rodd, dubbelsculler lättvikt
- Valter Molea, Riccardo Dei Rossi, Lorenzo Carboncini och Carlo Mornati - Rodd, fyra utan styrman
- Luca Devoti - Segling, finnjolle
- Massimiliano Rosolino - Simning, 400 m frisim
- Deborah Gelisio - Skytte, dubbeltrap

### Brons
- Paolo Vidoz - Boxning, supertungtvikt
- Silvio Martinello och Marco Villa - Cykling, madison
- Giovanna Trillini - Fäktning, florett, individuellt
- Daniele Crosta, Gabriele Magni, Salvatore Sanzo och Matteo Zennaro - Fäktning, florett, lag
- Girolamo Giovinazzo - Judo, medellättvikt 66 kg
- Ylenia Scapin - Judo, medelvikt 70 kg
- Emanuela Pierantozzi - Judo, lätt tungvikt 78 kg
- Pierpaolo Ferrazzi - Kanotsport, K-1 slalom
- Giovanni Calabrese och Nicola Sartori - Rodd, dubbelsculler
- Massimiliano Rosolino - Simning, 200 m frisim
- Davide Rummolo - Simning, 200 m bröstsim
- Giovanni Pellielo - Skytte, trap
- Volleybollandslaget herrar (Marco Bracci, Andrea Gardini, Andrea Giani, Pasquale Gravina, Marco Meoni, Samuele Papi, Andrea Sartoretti, Paolo Tofoli, Luigi Mastrangelo, Simone Rosalba, Mirko Corsano och Alessandro Fei)

## Baseboll
I gruppspelet mötte alla lag varandra och de fyra bästa lagen (Kuba, USA, Sydkorea och Japan) gick vidare. 
| Nation        | Segrar | Förluster | Tiebreaker |
| ------------- | ------ | --------- | ---------- |
| Kuba          | 6      | 1         | 1-0        |
| USA           | 6      | 1         | 0-1        |
| Sydkorea      | 4      | 3         | 1-0        |
| Japan         | 4      | 3         | 1-0        |
| Nederländerna | 3      | 4         |            |
| Italien       | 2      | 5         | 1-0        |
| Australien    | 2      | 5         | 0-1        |
| Sydafrika     | 1      | 6         |            |

## Basket
Herrar
Gruppspel
| USA         | 5 | 0 | 505 | 359 | +146 | 10 |       |
| Italien     | 3 | 2 | 332 | 349 | −17  | 8  | 1W–0L |
| Litauen     | 3 | 2 | 372 | 339 | +33  | 8  | 0W–1L |
| Frankrike   | 2 | 3 | 372 | 374 | −2   | 7  | 1W–0L |
| Kina        | 2 | 3 | 368 | 419 | −51  | 7  | 0W–1L |
| Nya Zeeland | 0 | 5 | 307 | 416 | −109 | 5  |       |

Slutspel
|  | Kvartsfinaler | Kvartsfinaler |              |     | Semifinaler | Semifinaler   |              |            | Final      | Final |
|  | 0             | 0             | 0            | 0   | 0           | 0             | 0            | 0          | 0          | 0     |
|  |               |               | 0            | 0   |             |               | 0            | 0          |            |       |
|  |               |               | 0            | 0   |             |               | 0            | 0          |            |       |
|  | 0 USA         | 085           | 0            | 0   |             |               | 0            | 0          |            |       |
|  | 0 USA         | 085           | 0            | 0   |             |               | 0            | 0          |            |       |
|  | 0 Ryssland    | 070           | 0            | 0   |             |               | 0            | 0          |            |       |
|  | 0 Ryssland    | 070           | 0            | 0   | 0 USA       | 085           | 0            | 0          |            |       |
|  |               |               | 0            | 0   | 0 USA       | 085           | 0            | 0          |            |       |
|  | 0             | 0 Litauen     | 0            | 083 | 0           |               |              | 0          |            |       |
|  | 0             | 0 Litauen     | 0            | 083 | 0           | 0 Jugoslavien | 063          | 0          |            |       |
|  | 0             |               |              |     |             | 0 Jugoslavien | 063          | 0          |            |       |
|  | 0             | 0 Litauen     | 076          | 0   |             |               |              | 0          |            |       |
|  | 0             | 0 Litauen     | 076          | 0   | 0 USA       | 085           |              | 0          |            |       |
|  | 0             |               |              | 0   | 0 USA       | 085           |              | 0          |            |       |
|  | 0             | 0             | 0 Frankrike  | 0   | 075         |               |              |            |            |       |
|  | 0             | 0             | 0 Frankrike  | 0   | 075         | 0 Italien     | 062          |            |            |       |
|  | 0             | 0             |              |     |             |               | 062          |            |            |       |
|  | 0             | 0             | 0 Australien | 065 | 0           |               |              |            |            |       |
|  | 0             | 0             | 0 Australien | 065 | 0           | 0 Australien  | 052          | Bronsmatch | Bronsmatch |       |
|  | 0             | 0             |              |     | 0           | 0 Australien  | 052          | Bronsmatch | Bronsmatch |       |
|  | 0             | 0             | 0 Frankrike  | 076 | 0           | 0             |              |            |            |       |
|  | 0             | 0             | 0 Frankrike  | 076 | 0           | 0             | 0 Kanada     | 063        | 0 Litauen  | 089   |
|  | 0             | 0             |              |     | 0           | 0             | 0 Kanada     | 063        | 0 Litauen  | 089   |
|  | 0             | 0             | 0 Frankrike  | 068 | 0           | 0             | 0 Australien | 071        |            |       |
|  | 0             | 0             | 0 Frankrike  | 068 | 0           | 0             | 0 Australien | 071        |            |       |
|  |               |               |              |     |             |               |              |            |            |       |
|  |               |               |              |     |             |               |              |            |            |       |

## Boxning
Lätt weltervikt
- Sven Paris
  - Omgång 1 – Besegrade Pongsak Hrientounthong från Thailand
  - Omgång 2 – Besegrade Kay Huste från Tyskland
  - Kvartsfinal – Förlorade mot Mohamed Allalou från Algeriet (→ gick inte vidare)

Weltervikt
- Leonard Bundu
  - Omgång 1 – Besegrade Daniel Geale of Australia
  - Omgång 2 – Förlorade mot Daniyar Munaytbasov från Kazakstan (→ gick inte vidare)

Lätt mellanvikt
- Ciro Fabio di Corcia
  - Omgång 1 – Förlorade mot Marin Simion från Rumänien (→ gick inte vidare)

Mellanvikt
- Ottavio Barone
  - Omgång 1 – Förlorade mot Antonios Giannoulas från Grekland (→ gick inte vidare)

Lätt tungvikt
- Giacobbe Fragomeni
  - Omgång 1 – Förlorade mot Isael Alvarez från Kuba (→ gick inte vidare)

Supertungvikt
- Paolo Vidoz
  - Omgång 1 – Bye
  - Omgång 2 – Besegrade Calvin Brock från USA
  - Kvartsfinal – Besegrade Samuel Peter från Nigeria
  - Semifinal – Förlorade mot Audley Harrison från Storbritannien – Silver

## Bågskytte
| Herrarnas individuella |                   |                                 |                   |                |                         |                |               |                     |               |
|                        | Michele Frangilli | Michele Frangilli               | Michele Frangilli | Matteo Bisiani | Matteo Bisiani          | Matteo Bisiani | Ilario Di Buò | Ilario Di Buò       | Ilario Di Buò |
| 32-delsfinaler         | Besegrade         | Lars Erik Humlekjaer Norge      | 168-158           | Besegrade      | Martinus Grov Norge     | 166-158        | Besegrade     | Yuji Hamano Japan   | 163-158       |
| Sextondelsfinaler      | Besegrade         | Scott Hunter-Russell Australien | 164-154           | Förlorade mot  | Masafumi Makiyama Japan | 162-159        | Förlorade mot | Chung-Tae Kim Japan | 162-159       |
| Åttondelsfinaler       | Förlorade mot     | Chung-Tae Kim Sydkorea          | 169-166           | -              | -                       | -              | -             | -                   | -             |

| Damernas individuella |                 |                                                |                 |                   |                         |                   |                 |                          |                 |
|                       | Natalia Valeeva | Natalia Valeeva                                | Natalia Valeeva | Cristina Ioriatti | Cristina Ioriatti       | Cristina Ioriatti | Irene Franchini | Irene Franchini          | Irene Franchini |
| 32-delsfinaler        | Besegrade       | Henriette Youanga Centralafrikanska republiken | 166-126         | Besegrade         | Jill Borresen Sydafrika | 154-145           | Förlorade mot   | Kateryna Serdyuk Ukraina | 157-144         |
| Sextondelsfinaler     | Besegrade       | Karin Larsson Sverige                          | 162-160         | Besegrade         | Hamdiah Indonesien      | 156-156           | -               | -                        | -               |
| Åttondelsfinaler      | Besegrade       | Cristina Ioriatti Italien                      | 163-156         | Förlorade mot     | Natalia Valeeva Italien | 163-156           | -               | -                        | -               |
| Kvartsfinaler         | Förlorade mot   | Ok Sil Choe Nordkorea                          | 107-103         | -                 | -                       | -                 | -               | -                        | -               |
|                       | 7:e plats       | 7:e plats                                      | 7:e plats       | 15:e plats        | 15:e plats              | 15:e plats        | 58:e plats      | 58:e plats               | 58:e plats      |

Damernas lagtävling
- Valeeva, Ioriatti, och Franchini – kvartsfinal, 7:e plats (1-1)

Herrarnas lagtävling
- Frangilli, di Buo, och Bisiani – final, silver (3-1)

## Cykling

### Mountainbike
Herrarnas terränglopp
- Marco Bui
  1. Final – 2:16:09.14 (16:e plats)
- Hubert Pallhuber
  1. Final – 2:22:55.64 (31:e plats)

Damernas terränglopp
- Paola Pezzo
  1. Final – 1:49:24.38 (Guld)

### Landsväg
Herrarnas linjelopp
- Michele Bartoli
  1. Final – 5:30:34 (→ 4:e plats)
- Paolo Bettini
  1. Final – 5:30:34 (→ 9:e plats)
- Danilo Di Luca
  1. Final – 5:30:37 (→ 11:e plats)
- Francesco Casagrande
  1. Final – 5:30:46 (→ 66:e plats)
- Marco Pantani
  1. Final – 5:30:46 (→ 69:e plats)

Damernas tempolopp
- Alessandra Cappellotto
  1. Final – DNS

Damernas linjelopp
- Alessandra Cappellotto
  1. Final – 3:06:31 (15:e plats)
- Valeria Cappellotto
  1. Final – 3:09:17 (31:e plats)
- Roberta Bonanomi
  1. Final – DNF

### Bana
Herrarnas poänglopp
- Silvio Martinello
  - Poäng – 5
  - Varv efter – 1 (→ 8:e plats)

Herrarnas keirin
- Roberto Chiappa
  - Första omgången – Heat – 2; Place – 2
  - Andra omgången – Heat – 2; Plats – 4 (→ gick inte vidare)

Herrarnas lagförföljelse
- Mario Benetton, Adler Capelli, Cristiano Citton, and Marco Villa
  - Kval – 04:15.451 (→ gick inte vidare)

Herrarnas Madison
- Marco Villa och Silvio Martinello
  - Final – 15 points (→ Brons)

Damernas förföljelse
- Antonella Bellutti
  - Kval – 03:36.967 (→ gick inte vidare)

Damernas poänglopp
- Antonella Bellutti
  - Poäng – 19 poäng (→ Guld)

## Fotboll
Herrar
| Nr          | Namn                | Födelsedatum     | Klubb                   |
| Målvakter   | Målvakter           | Målvakter        | Målvakter               |
| ----------- | ------------------- | ---------------- | ----------------------- |
| 1           | Morgan De Sanctis   | 26 mars 1977     | Udinese Calcio          |
| 18          | Christian Abbiati   | 8 juli 1977      | AC Milan                |
| Försvarare  |                     |                  |                         |
| 2           | Alessandro Grandoni | 22 juli 1977     | UC Sampdoria            |
| 3           | Luca Mezzano        | 1 augusti 1977   | Hellas Verona FC        |
| 4           | Marco Zanchi        | 15 april 1977    | Juventus FC             |
| 5           | Matteo Ferrari      | 5 december 1979  | Inter                   |
| 14          | Claudio Rivalta     | 30 juni 1978     | Perugia Calcio          |
| 15          | Bruno Cirillo       | 21 mars 1977     | Inter                   |
| Mittfältare |                     |                  |                         |
| 6           | Gennaro Gattuso     | 9 januari 1978   | AC Milan                |
| 8           | Roberto Baronio     | 11 december 1977 | SS Lazio                |
| 13          | Massimo Ambrosini   | 29 maj 1977      | AC Milan                |
| 16          | Ighli Vannucchi     | 5 augusti 1977   | Salernitana Calcio 1919 |
| 17          | Cristiano Zanetti   | 10 april 1977    | AS Roma                 |
| 21          | Fabio Firmani       | 26 maj 1978      | Vicenza Calcio          |
| Anfallare   |                     |                  |                         |
| 7           | Gianni Comandini    | 18 maj 1977      | AC Milan                |
| 9           | Nicola Ventola      | 24 maj 1978      | Inter                   |
| 10          | Andrea Pirlo        | 19 maj 1979      | Inter                   |
| 11          | Gianluca Zambrotta  | 19 februari 1977 | Juventus FC             |
| 12          | Massimo Margiotta   | 27 juli 1977     | Udinese Calcio          |

Gruppspel
| Lag        | S | V | O | F | GM | IM | MS | P |
| ---------- | - | - | - | - | -- | -- | -- | - |
| Italien    | 3 | 2 | 1 | 0 | 5  | 2  | +3 | 7 |
| Nigeria    | 3 | 1 | 2 | 0 | 7  | 6  | +1 | 5 |
| Honduras   | 3 | 1 | 1 | 1 | 6  | 7  | −1 | 4 |
| Australien | 3 | 0 | 0 | 3 | 3  | 6  | −3 | 0 |

Slutspel
|  | Kvartsfinaler            | Kvartsfinaler            |                       |       | Semifinaler | Semifinaler |  |  | Final                 | Final |
|  |                          |                          |                       |       |             |             |  |  |                       |       |
|  | 23 september - Adelaide  |                          |                       |       |             |             |  |  |                       |       |
|  |                          |                          |                       |       |             |             |  |  |                       |       |
|  | USA (str.)               | 2 (5)                    |                       |       |             |             |  |  |                       |       |
|  | USA (str.)               | 2 (5)                    | 26 september - Sydney |       |             |             |  |  |                       |       |
|  | Japan                    | 2 (4)                    |                       |       |             |             |  |  |                       |       |
|  | Japan                    | 2 (4)                    | USA                   | 1     |             |             |  |  |                       |       |
|  | 23 september - Sydney    |                          | USA                   | 1     |             |             |  |  |                       |       |
|  |                          | Spanien                  | 3                     |       |             |             |  |  |                       |       |
|  | Italien                  | Spanien                  | 3                     | 0     |             |             |  |  |                       |       |
|  | Italien                  |                          | 30 september - Sydney | 0     |             |             |  |  |                       |       |
|  | Spanien                  | 1                        |                       |       |             |             |  |  |                       |       |
|  | Spanien                  | 1                        | Spanien               | 2 (3) |             |             |  |  |                       |       |
|  | 23 september - Brisbane  |                          | Spanien               | 2 (3) |             |             |  |  |                       |       |
|  |                          | Kamerun (str.)           | 2 (5)                 |       |             |             |  |  |                       |       |
|  | Brasilien                | Kamerun (str.)           | 2 (5)                 | 1     |             |             |  |  |                       |       |
|  | Brasilien                | 26 september - Melbourne |                       | 1     |             |             |  |  |                       |       |
|  | Kamerun (e.f.)           | 2                        |                       |       |             |             |  |  |                       |       |
|  | Kamerun (e.f.)           | 2                        | Kamerun               | 2     | Bronsmatch  | Bronsmatch  |  |  |                       |       |
|  | 23 september - Melbourne |                          | Kamerun               | 2     | Bronsmatch  | Bronsmatch  |  |  |                       |       |
|  |                          | Chile                    | 1                     |       |             |             |  |  |                       |       |
|  | Chile                    | Chile                    | 1                     | 4     | USA         | 0           |  |  |                       |       |
|  | Chile                    |                          |                       | 4     | USA         | 0           |  |  |                       |       |
|  | Nigeria                  | 1                        |                       | Chile | 2           |             |  |  |                       |       |
|  | Nigeria                  | 1                        |                       |       | 2           |             |  |  |                       |       |
|  |                          |                          |                       |       |             |             |  |  | 29 september - Sydney |       |
|  |                          |                          |                       |       |             |             |  |  |                       |       |

## Friidrott
Herrarnas 100 meter
- Stefano Tilli
  1. Omgång 1 – 10.40
  2. Omgång 2 – 10.27 (gick inte vidare)
- Francesco Scuderi
  1. Omgång 1 – 10.50 (gick inte vidare)
- Andrea Colombo
  1. Omgång 1 – 10.52 (gick inte vidare)

Herrarnas 200 meter
- Alessandro Cavallaro
  1. Omgång 1 – 20.58
  2. Omgång 2 – 20.69 (gick inte vidare)

Herrarnas 400 meter
- Alessandro Attene
  1. Omgång 1 – 45.79
  2. Omgång 2 – 45.35
  3. Semifinal – 46.41 (gick inte vidare)

Herrarnas 800 meter
- Andrea Longo
  1. Omgång 1 – 01:46.32
  2. Semifinal – 01:44.49
  3. Final – DQ

Herrarnas 10 000 meter
- Rachid Berradi
  1. Omgång 1 – 28:01.18
  2. Final – 28:45.96 (17:e plats)
- Daniele Caimmi
  1. Omgång 1 – 29:01.26 (gick inte vidare)

Herrarnas 110 meter häck
- Emiliano Pizzoli
  1. Omgång 1 – 13.65
  2. Omgång 2 – 13.69 (gick inte vidare)
- Andrea Giaconi
  1. Omgång 1 – 13.62
  2. Omgång 2 – 13.93 (gick inte vidare)

Herrarnas 400 meter häck
- Fabrizio Mori
  1. Omgång 1 – 49.35
  2. Semifinal – 48.4
  3. Final – 48.78 (7:e plats)
- Giorgio Frinolli Puzzilli
  1. Omgång 1 – 50.27
  2. Semifinal – 50.1 (gick inte vidare)

Herrarnas 4 x 100 meter stafett
- Alessandro Cavallaro, Maurizio Checcucci, Andrea Colombo, Francesco Scuderi
  1. Omgång 1 – 38.84
  2. Semifinal – 38.67
  3. Final – 38.67 (7:e plats)

Herrarnas 3 000 meter hinder
- Giuseppe Maffei
  1. Omgång 1 – 08:48.88 (gick inte vidare)

Herrarnas kulstötning
- Paolo Dal Soglio
  1. Kval – 19.39 (gick inte vidare)

Herrarnas diskuskastning
- Diego Fortuna
  1. Kval – 62.24 (gick inte vidare)

Herrarnas släggkastning
- Nicola Vizzoni
  1. Kval – 77.56
  2. Final – 79.64 (Silver)
- Loris Paoluzzi
  1. Kval – 76.91
  2. Final – 78.18 (6:e plats)

Herrarnas tresteg
- Paolo Camossi
  1. Kval – 16.87
  2. Final – 16.96 (8:e plats)
- Fabrizio Donato
  1. Kval – 16.34 (gick inte vidare)

Herrarnas stavhopp
- Giuseppe Gibilisco
  1. Kval – 5.70
  2. Final – 5.50 (10:e plats)

Herrarnas 20 kilometer gång
- Alessandro Gandellini
  1. Final – 1:21:14 (9th place)
- Michele Didoni
  1. Final – 1:21:43 (11:e plats)
- Giovanni de Benedictis
  1. Final – 1:23:14 (16:e plats)

Herrarnas 50 kilometer gång
- Ivano Brugnetti
  1. Final – DNF
- Giovanni Perricelli
  1. Final – DNF
- Arturo Di Mezza
  1. Final – DNF

Herrarnas maraton
- Giacomo Leone
  1. Final – 2:12:14 (5:e plats)
- Stefano Baldini
  1. Final – DNF
- Vincenzo Modica
  1. Final – DNF

Damernas 200 meter
- Manuela Levorata
  1. Omgång 1 – DNS (gick inte vidare)

Damernas 5 000 meter
- Roberta Brunet
  1. Omgång 1 – 15:27.32 (gick inte vidare)

Damernas 10 000 meter
- Silvia Sommaggio
  1. Omgång 1 – 33:24.13 (gick inte vidare)

Damernas 400 meter häck
- Monika Niederstatter
  1. Omgång 1 – 58.02 (gick inte vidare)

Damernas 4 x 400 meter stafett
- Francesca Carbone, Virna De Angeli, Daniela Graglia, Fabiola Piroddi
  1. Omgång 1 – 03:27.23 (gick inte vidare)

Damernas kulstötning
- Mara Rosolen
  1. Kval – 16.66 (gick inte vidare)

Damernas spjutkastning
- Claudia Coslovich
  1. Kval – 60.12
  2. Final – 56.74 (12:e plats)

Damernas släggkastning
- Ester Balassini
  1. Kval – NM (gick inte vidare)

Damernas längdhopp
- Fiona May
  1. Kval – 6.81
  2. Final – 6.92 (Silver)

Damernas 20 kilometer gång
- Erica Alfridi
  1. Final – 1:31:25 (4:e plats)
- Annarita Sidoti
  1. Final – DNF
- Elisabetta Perrone
  1. Final – DQ

Damernas maraton
- Maura Viceconte
  1. Final – 2:29:26 (12th place)
- Ornella Ferrara
  1. Final – 2:31:32 (18:e plats)

Damernas sjukamp
- Gertrud Bacher
  1. 100 m Hurdles – 13.82
  2. Höjd – 1.75
  3. Kula – 12.75
  4. 200 m – 24.96
  5. Längd – 5.84
  6. Spjut – 41.14
  7. 800 m – 02:09.08
  8. Poäng – 5989 (14:e plats)

## Fäktning
Herrarnas florett
- Salvatore Sanzo
- Matteo Zennaro
- Daniele Crosta

Herrarnas florett, lag
- Salvatore Sanzo, Matteo Zennaro, Daniele Crosta, Gabriele Magni

Herrarnas värja
- Alfredo Rota
- Paolo Milanoli
- Angelo Mazzoni

Herrarnas värja, lag
- Angelo Mazzoni, Paolo Milanoli, Alfredo Rota, Maurizio Randazzo

Herrarnas sabel
- Tonhi Terenzi
- Luigi Tarantino
- Raffaelo Caserta

Herrarnas sabel, lag
- Luigi Tarantino, Raffaelo Caserta, Tonhi Terenzi, Gianpiero Pastore

Damernas florett
- Valentina Vezzali
- Giovanna Trillini
- Diana Bianchedi

Damernas florett, lag
- Diana Bianchedi, Giovanna Trillini, Valentina Vezzali

Damernas värja
- Margherita Zalaffi
- Cristiana Cascioli

## Kanotsport
Sprint
Herrar
Herrarnas K-1 500 m
- Antonio Scaduto
  1. Kvalheat – 01:43,289
  2. Semifinal – 01:43,432 (gick inte vidare)

Herrarnas K-1 1000 m
- Jacopo Majocchi
  1. Kvalheat – 03:39,176
  2. Semifinal – 03:39,157
  3. Final – 03:38,105 (8:e plats)

Herrarnas K-2 500 m
- Antonio Rossi, Benjamin Bonomi
  1. Kvalheat – 01:32,193
  2. Semifinal – 01:29,888
  3. Final – 01:52,635 (7:e plats)

Herrarnas K-2 1000 m
- Antonio Rossi, Benjamin Bonomi
  1. Kvalheat – 03:14,316
  2. Semifinal – Bye
  3. Final – 03:14,461 (Guld)

Damer
Damernas K-1 500 m
- Josefa Idem Guerrini
  1. Kvalheat – 01:49,889
  2. Semifinal – Bye
  3. Final – 02:13,848 (Guld)

Slalom
Herrar
Herrarnas K-1 slalom
- Pierpaolo Ferrazzi
  1. Kval – 261,19
  2. Final – 225,03 (Brons)
- Enrico Lazzarotto
  1. Kval – 262,22
  2. Final – 235,92 (14:e plats)

Damer
Damernas K-1 slalom
- Maria Cristina Giai Pron
  1. Kval – 321,89 (gick inte vidare)

## Modern femkamp
Damer
- Claudia Cerutti – 5026 poäng, 9:e plats
- Fabiana Fares – 2863 poäng, 24:e plats

Herrar
- Stefano Pucci – 5121 poäng, 13:e plats

## Rodd
Roddtävlingarna, deltagare och resultat::
Herrarnas singelsculler
Mattia Righetti - 14:e plats
Herrarnas dubbelsculler
Giovanni Calabrese, Nicola Sartori – 3:e plats ( Brons)
Herrarnas scullerfyra
Agostino Abbagnale, Alessio Sartori, Rossano Galtarossa, Simone Raineri – 1:a plats ( Guld)
Herrarnas tvåa utan styrman
Luigi Sorrentino, Pasquale Panzarino – 12:e plats
Herrarnas fyra utan styrman
Valter Molea, Riccardo Dei Rossi, Lorenzo Carboncini, Carlo Mornati – 2:a plats ( Silver)
Herrarnas åtta med styrman
Gioacchino Cascone, Franco Berra, Mario Palmisano, Marco Penna, Valerio Pinton, Raffaello Leonardo, Alessandro Corona, Luca Ghezzi, Gaetano Iannuzzi – 4:e plats
Herrarnas lättvikts-dubbelsculler
Elia Luini, Leonardo Pettinari – 2:a plats ( Silver)
Herrarnas lättvikts-fyra utan styrman
Salvatore Amitrano, Franco Sancassani, Catello Amarante, Carlo Gaddi – 4:e plats

## Segling
Mistral
- Riccardo Giordano
  1. Lopp 1 – (25)
  2. Lopp 2 – 14
  3. Lopp 3 – 22
  4. Lopp 4 – (29)
  5. Lopp 5 – 6
  6. Lopp 6 – 21
  7. Lopp 7 – 11
  8. Lopp 8 – 21
  9. Lopp 9 – 3
  10. Lopp 10 – 18
  11. Lopp 11 – 12
  12. Final – 128 (17:e plats)

Finnjolle
- Luca Devoti
  1. Lopp 1 – (19)
  2. Lopp 2 – 2
  3. Lopp 3 – 2
  4. Lopp 4 – (18)
  5. Lopp 5 – 4
  6. Lopp 6 – 2
  7. Lopp 7 – 3
  8. Lopp 8 – 15
  9. Lopp 9 – 11
  10. Lopp 10 – 1
  11. Lopp 11 – 6
  12. Final – 46 (Silver)

470
- Matteo Ivaldi och Francesco Ivaldi
  1. Lopp 2 – 8
  2. Lopp 3 – 16
  3. Lopp 4 – 22
  4. Lopp 5 – 21
  5. Lopp 6 – (28)
  6. Lopp 7 – 9
  7. Lopp 8 – 10
  8. Lopp 9 – (26)
  9. Lopp 10 – 19
  10. Lopp 11 – 22
  11. Final – 139 (19:e plats)

Mistral
- Alessandra Sensini
  1. Lopp 1 – 3
  2. Lopp 2 – 1
  3. Lopp 3 – 3
  4. Lopp 4 – 2
  5. Lopp 5 – 1
  6. Lopp 6 – (4)
  7. Lopp 7 – 1
  8. Lopp 8 – 2
  9. Lopp 9 – 1
  10. Lopp 10 – (12)
  11. Lopp 11 – 1
  12. Final – 15 (Guld)

Europajolle
- Larissa Nevierov
  1. Lopp 1 – 3
  2. Lopp 2 – 9
  3. Lopp 3 – 4
  4. Lopp 4 – (19)
  5. Lopp 5 – 13
  6. Lopp 6 – (18)
  7. Lopp 7 – 7
  8. Lopp 8 – 11
  9. Lopp 9 – 8
  10. Lopp 10 – 8
  11. Lopp 11 – 12
  12. Final – 75 (8:e plats)

470
- Federica Salva' och Emanuela Sossi
  1. Lopp 1 – 4
  2. Lopp 2 – 4
  3. Lopp 3 – 9
  4. Lopp 4 – (16)
  5. Lopp 5 – 2
  6. Lopp 6 – (18)
  7. Lopp 7 – 12
  8. Lopp 8 – 8
  9. Lopp 9 – 10
  10. Lopp 10 – 7
  11. Lopp 11 – 4
  12. Final – 60 (7:e plats)

Laser
- Diego Negri
  1. Lopp 1 – 9
  2. Lopp 2 – 17
  3. Lopp 3 – (18)
  4. Lopp 4 – 11
  5. Lopp 5 – 8
  6. Lopp 6 – 15
  7. Lopp 7 – 1
  8. Lopp 8 – 8
  9. Lopp 9 – 13
  10. Lopp 10 – (20)
  11. Lopp 11 – 9
  12. Final – 91 (8:e plats)

Tornado
- Lorenzo Giacomo Bodini och Marco Bruno Bodini
  1. Lopp 1 – (17) OCS
  2. Lopp 2 – 12
  3. Lopp 3 – 11
  4. Lopp 4 – 12
  5. Lopp 5 – 12
  6. Lopp 6 – 15
  7. Lopp 7 – (17) OCS
  8. Lopp 8 – 6
  9. Lopp 9 – 11
  10. Lopp 10 – 10
  11. Lopp 11 – 9
  12. Final – 98 (14:e plats)

Starbåt
- Pietro D'Ali och Ferdinando Colaninno
  1. Lopp 1 – 9
  2. Lopp 2 – 2
  3. Lopp 3 – 8
  4. Lopp 4 – 6
  5. Lopp 5 – 13
  6. Lopp 6 – 12
  7. Lopp 7 – 10
  8. Lopp 8 – (17) OCS
  9. Lopp 9 – (17) DNC
  10. Lopp 10 – 2
  11. Lopp 11 – 17 OCS
  12. Final – 79 (10:e plats)

49er
- Francesco Bruni och Gabriele Bruni
  1. Lopp 1 – 10
  2. Lopp 2 – 12
  3. Lopp 3 – 9
  4. Lopp 4 – 11
  5. Lopp 5 – 13
  6. Lopp 6 – 11
  7. Lopp 7 – (16)
  8. Lopp 8 – (18) OCS
  9. Lopp 9 – 5
  10. Lopp 10 – 7
  11. Lopp 11 – 9
  12. Lopp 12 – 7
  13. Lopp 13 – 11
  14. Lopp 14 – 8
  15. Lopp 15 – 16
  16. Lopp 16 – 5
  17. Final – 134 (11:e plats)

## Simhopp
Herrarnas 3 m
- Nicola Marconi
  1. Kval – 351,12 (26:e plats, gick inte vidare)

Herrarnas 3 m
- Donald Miranda
  1. Kval – 377,01
  2. Semifinal – 207,03 – 584,04 (16:e plats, gick inte vidare)

Herrarnas 10 m
- Massimiliano Mazzucchi
  1. Kval – 386,91
  2. Semifinal – 172,8 – 559,71 (18:e plats, gick inte vidare)

Herrarnas 3 m parhoppning
- Nicola Marconi, Donald Miranda
  1. Final – 286,38 (8:e plats)

Damernas 3 m
- Maria Marconi
  1. Kval – 229,11 (30:e plats, gick inte vidare)

Damernas 3 m
- Tania Cagnotto
  1. Kval – 259,74
  2. Semifinal – 206,55 – 466,29 (18:e plats, gick inte vidare)

## Softboll
Grundomgång
|             | Spelade | Vunna | Förlorade | RF | RA | Procent |
| ----------- | ------- | ----- | --------- | -- | -- | ------- |
| Japan       | 7       | 7     | 0         | 18 | 7  | 1,000   |
| Australien  | 7       | 6     | 1         | 22 | 5  | 0,857   |
| Kina        | 7       | 5     | 2         | 26 | 4  | 0,714   |
| USA         | 7       | 4     | 3         | 19 | 6  | 0,571   |
| Italien     | 7       | 2     | 5         | 3  | 27 | 0,286   |
| Nya Zeeland | 7       | 2     | 5         | 12 | 22 | 0,286   |
| Kuba        | 7       | 1     | 6         | 6  | 30 | 0,143   |
| Kanada      | 7       | 1     | 6         | 13 | 18 | 0,143   |

## Tennis
Herrsingel
- Gianluca Pozzi
  1. Första omgången — Besegrade Jiří Novák (CZE), 6-1 6-2
  2. Andra omgången — Förlorade mot Karim Alami (MOR), 2-6 6-4 6-8

## Triathlon
Herrarnas triathlon
- Alessandro Bottoni — 1:51:18,13 (→ 32:a plats)

Damernas triathlon
- Silvia Gemignani — 2:05:21,26 (→ 20:e plats)
- Edith Cigana — 2:07:06,81 (→ 27:e plats)